# 千葉県道274号松丸一宮線

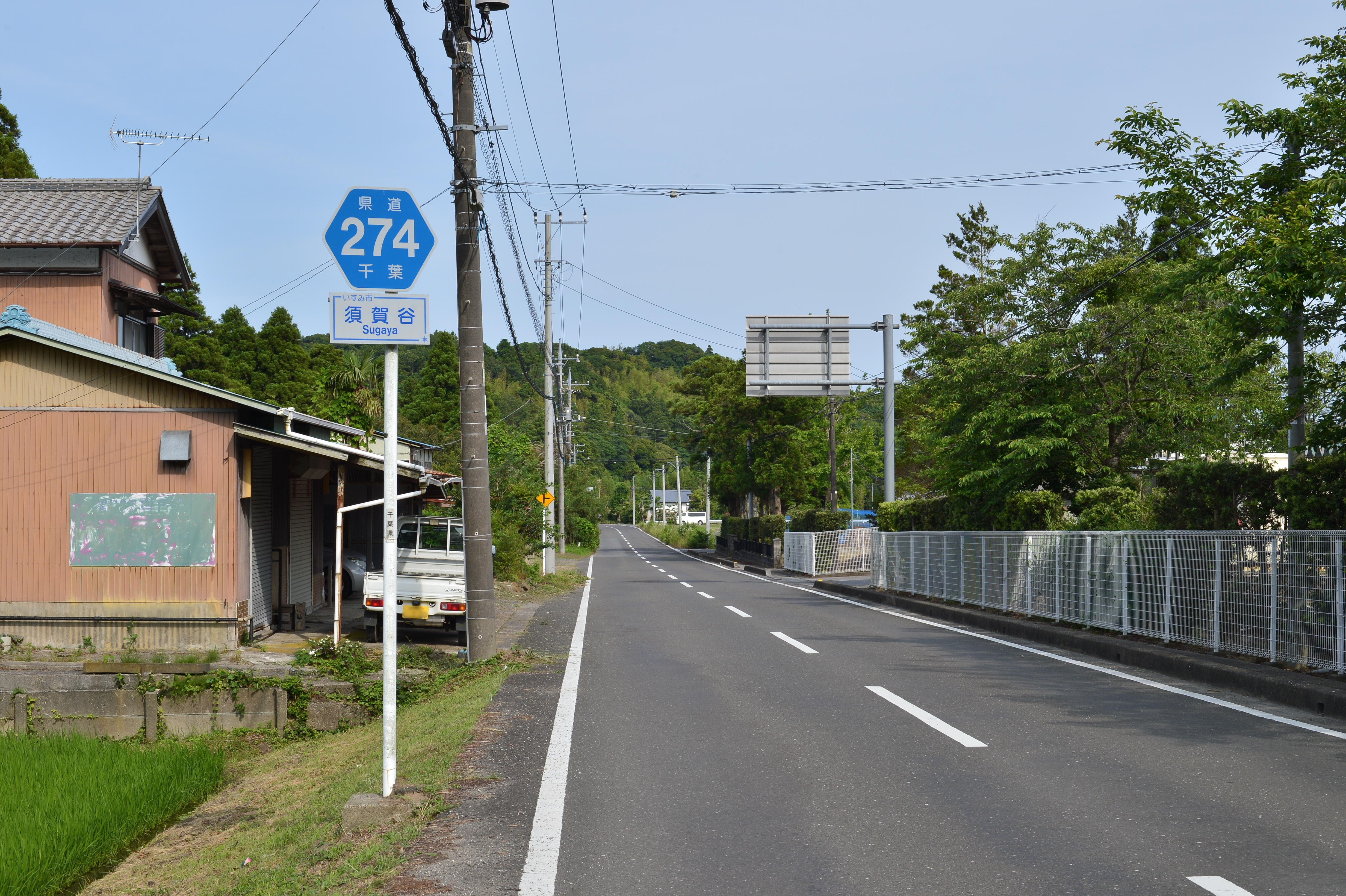
千葉県道274号松丸一宮線
いすみ市須賀谷（2015年6月）

千葉県道274号松丸一宮線（ちばけんどう274ごう まつまるいちのみやせん）は、千葉県いすみ市松丸から長生郡一宮町に至る一般県道である。

## 路線データ
- 起点：いすみ市松丸（信号無交差点、千葉県道85号茂原夷隅線交点）
- 終点：長生郡一宮町東浪見（信号無交差点、国道128号交点）
- 総延長：6.772 km（夷隅土木事務所管内：5.478 km[1]、長生土木事務所管内：1.294 km）
- 重用延長：なし（夷隅土木事務所管内：0.0 km、長生土木事務所管内：0.0 km）
- 実延長：6.772 km（夷隅土木事務所管内：5.478 km[1]、長生土木事務所管内：1.294 km[2]）

## トンネル
- 瓜賀谷トンネル（延長73 m、1971年完成）
- 松作トンネル（延長63 m、1973年完成）
- 谷上トンネル（延長52 m、1973年完成）
- 長谷トンネル（延長32 m、1973年完成）
- 大村隧道（延長50 m、1937年完成）※1990年開削撤去

## 地理

### 通過する自治体
- 千葉県
  - いすみ市 - 長生郡一宮町

### 交差する道路
- 千葉県道85号茂原夷隅線 - いすみ市松丸（信号無交差点、起点）
- 国道128号 - 長生郡一宮町東浪見（信号無交差点、終点）

### 沿線
- いすみ市立古沢小学校（いすみ市岬町岩熊）
- 一の宮カントリー倶楽部（一宮町東浪見）
- 雨竜ダム（一宮町東浪見）
- JR外房線 東浪見駅（一宮町東浪見）